# پیترا د جیورجی
پیترا د جیورجی (به ایتالیایی: Pietra de' Giorgi) یک کومونه در ایتالیا است که در استان پاویا واقع شده‌است. پیترا د جیورجی ۱۱٫۰ کیلومتر مربع مساحت و ۸۵۷ نفر جمعیت دارد و ۳۱۱ متر بالاتر از سطح دریا واقع شده‌است.